# Норденхам
Норденхам (њем. Nordenham) град је у њемачкој савезној држави Доња Саксонија. Једно је од 9 општинских средишта округа Везермарш. Према процјени из 2010. у граду је живјело 27.246 становника. Посједује регионалну шифру (AGS) 3461007.

## Географски и демографски подаци
Норденхам се налази у савезној држави Доња Саксонија у округу Везермарш. Град се налази на надморској висини од 3 метра. Површина општине износи 87,2 km². У самом граду је, према процјени из 2010. године, живјело 27.246 становника. Просјечна густина становништва износи 312 становника/km².

## Међународна сарадња
| Мјесто  | Држава               | Врста сарадње | Од    |
| ------- | -------------------- | ------------- | ----- |
|         | Пољска               | партнерство   | 1992. |
| Питерли | Уједињено Краљевство | партнерство   | 1981. |
| Извор   |                      |               |       |